# Carretera del Pamir
La carretera del Pamir, també coneguda com a M41, (en rus: "Pamirsky Trakt", Памирский тракт) és una carretera que travessa les muntanyes del Pamir a través de l'Afganistan, Uzbekistan, Tadjikistan i Kirguizstan, a l'Àsia central. És l'única ruta contínua per la dificultat del terreny que ha de creuar i serveix com a principal ruta de subministrament a la regió autònoma del Tadjikistan de Gorno-Badakhshan. La ruta fa mil·lennis que s'utilitza, ja que hi ha un nombre limitat de rutes viables a través de les muntanyes del Pamir. La carretera formava un enllaç de l'antiga Ruta de la Seda. L'M41 és el número de carretera soviètic, però avui no hi ha cap número de carretera senyalitzat generalment al llarg de la carretera, només les destinacions.

## Descripció de la ruta
Les fonts discrepen sobre els extrems de la carretera, assenyalant com a començament tant Mazar-e Xarif, Afganistan; Termez, Uzbekistan; Duixanbe, Tadjikistan i Khorog, Tadjikistan com a punt d'inici de la carretera. Totes les fonts, però, coincideixen que la carretera finalitza a Oix, Kirguizstan. La ruta forma part de l'autopista M41, que comença a Termez i acaba a Kara-Balta, a l'oest de Bixkek, Kirguizstan. La ruta es dirigeix cap al nord per Termez abans de girar cap a l'est i creuar cap al Tadjikistan. Tot seguit segueix una ruta cap a l'est a través de Dushanbe, la capital del Tadjikistan, fins a Khorog, travessant els rius Kafirnigan, Vakhsh i Bartang. Des d'allà, continua cap a l'est durant uns 310 quilòmetres fins a Murghab, on creua el riu homònim. A continuació passa pel pas d'Ak-Baital, de 4.655 msnm, i el llac Karakul, abans de creuar al Kirguizstan i arribar a Oix.
La carretera va ser construïda en part a finals del segle xix, durant el Gran Joc, i sobretot durant la dècada de 1930 per la Unió Soviètica.
Durant la dècada de 2000 la carretera de Pamir fou connectada amb la Xina i la carretera del Karakoram.
La carretera del Pamir és designada com a ruta M-41 en la major part del seu recorregut al Tadjikistan i Kirguizstan, i és la segona carretera internacional de més altitud del món amb els seus 4.655 msnm. El tram entre Duixanbe i Murghab forma part de la ruta europea E008. El tram entre Sary-Tash i Oix, al Kirguizstan, forma part de la ruta europea número E007.
Els nivells de manteniment varien substancialment durant el recorregut. La calçada no està asfaltada en algunes zones, però d'altra manera està pavimentada la major part del camí. A excepció dels seus trams al Kirguizstan i prop de Dushanbe, la carretera està molt danyada en la major part del seu recorregut per l'erosió, esllavissades, allaus i terratrèmols.
A vegades és anomenada "autopista de l'heroïna", ja que gran part de l'heroïna que entra al Tadjikistan ho fa per aquesta ruta.

## Cultura popular
A la pel·lícula de 1985 Spies Like Us, als espies GLG-20 interpretats per Chevy Chase i Dan Aykroyd se'ls diu que es trobin amb els seus contactes al "camí de Dushanbe", una referència a l'autopista M41.

## Galeria

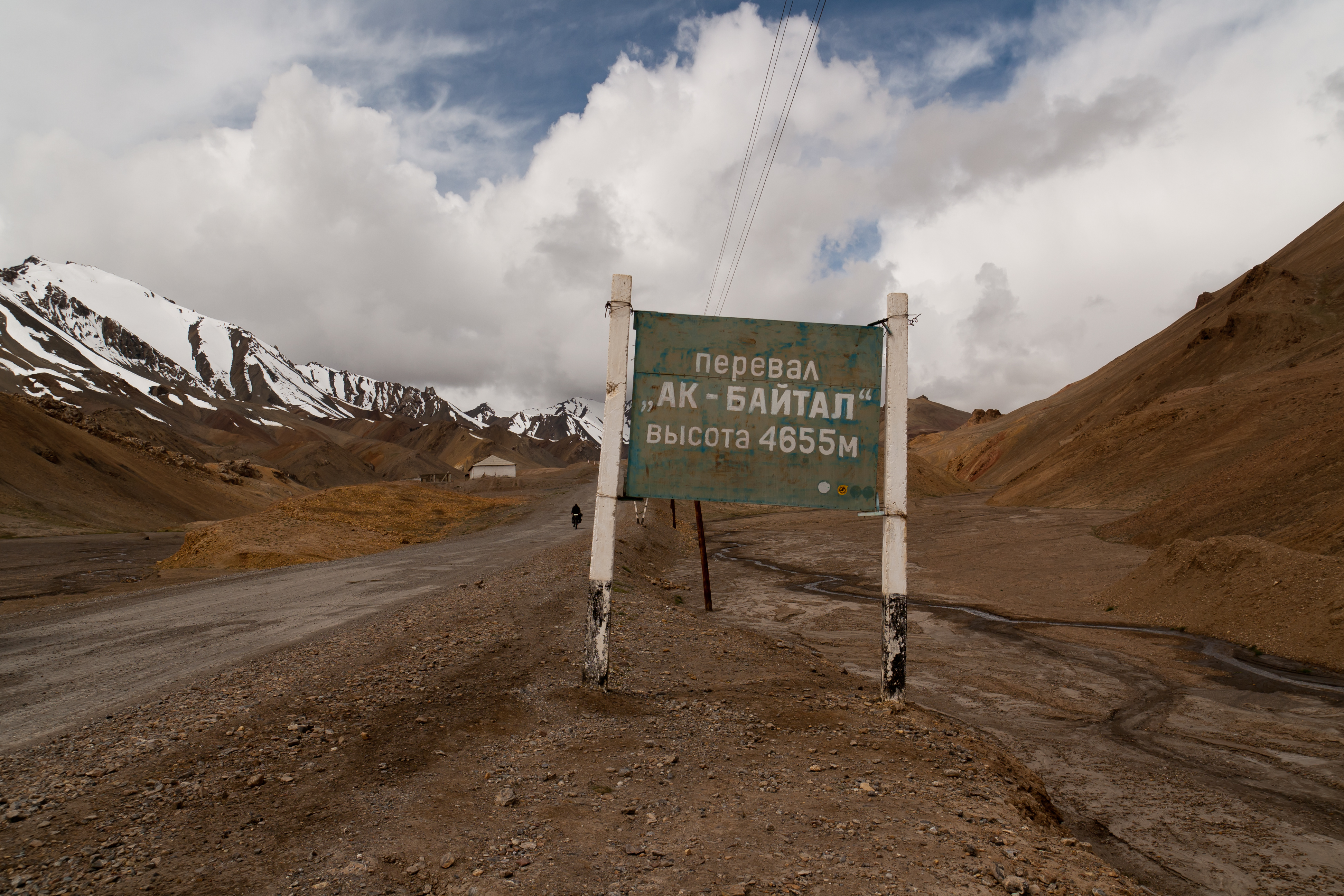
El pas Ak-Baital (4.655 msnm), el punt més alt de la carretera
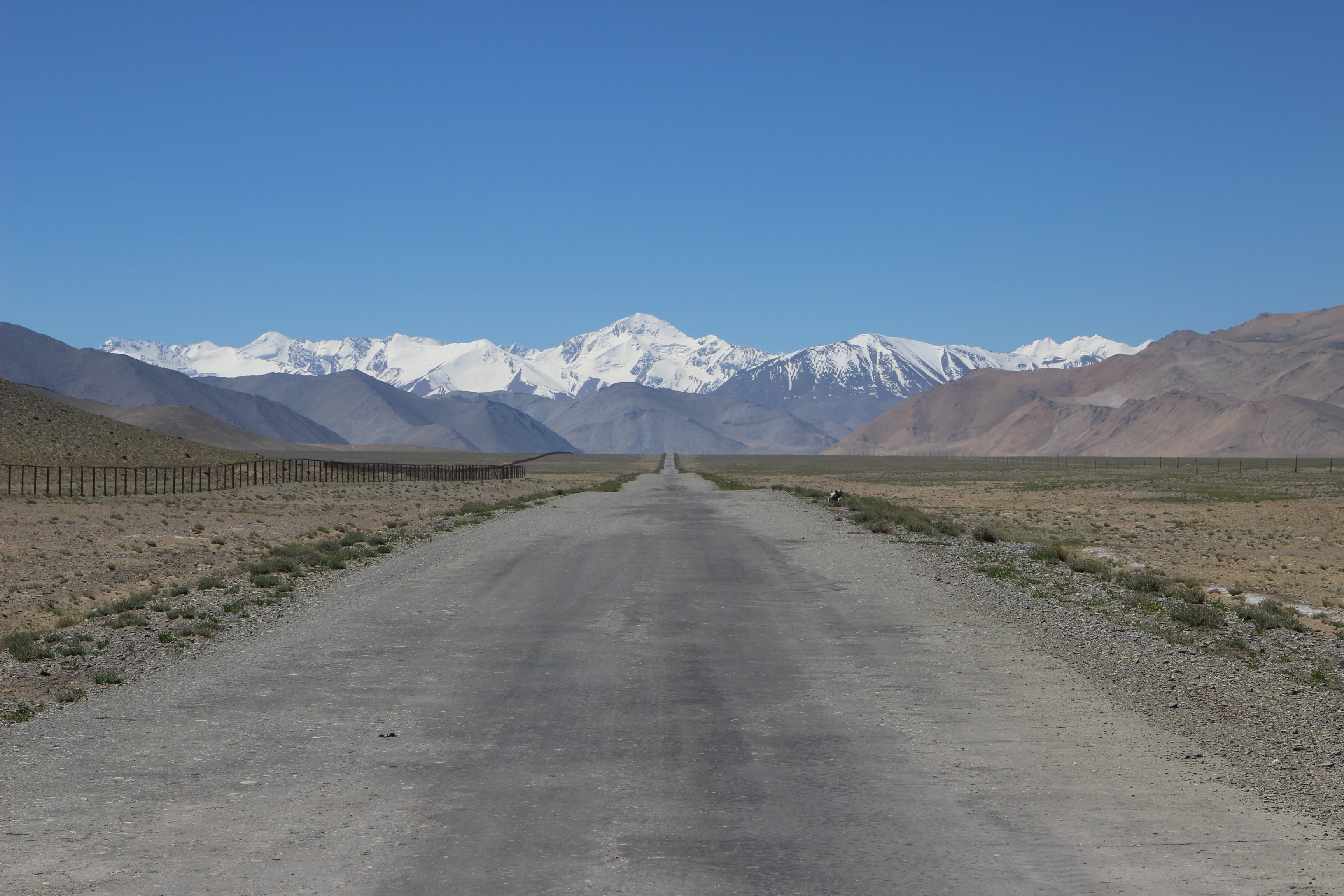
La carretera al llac Karakul (Tadjikistan)
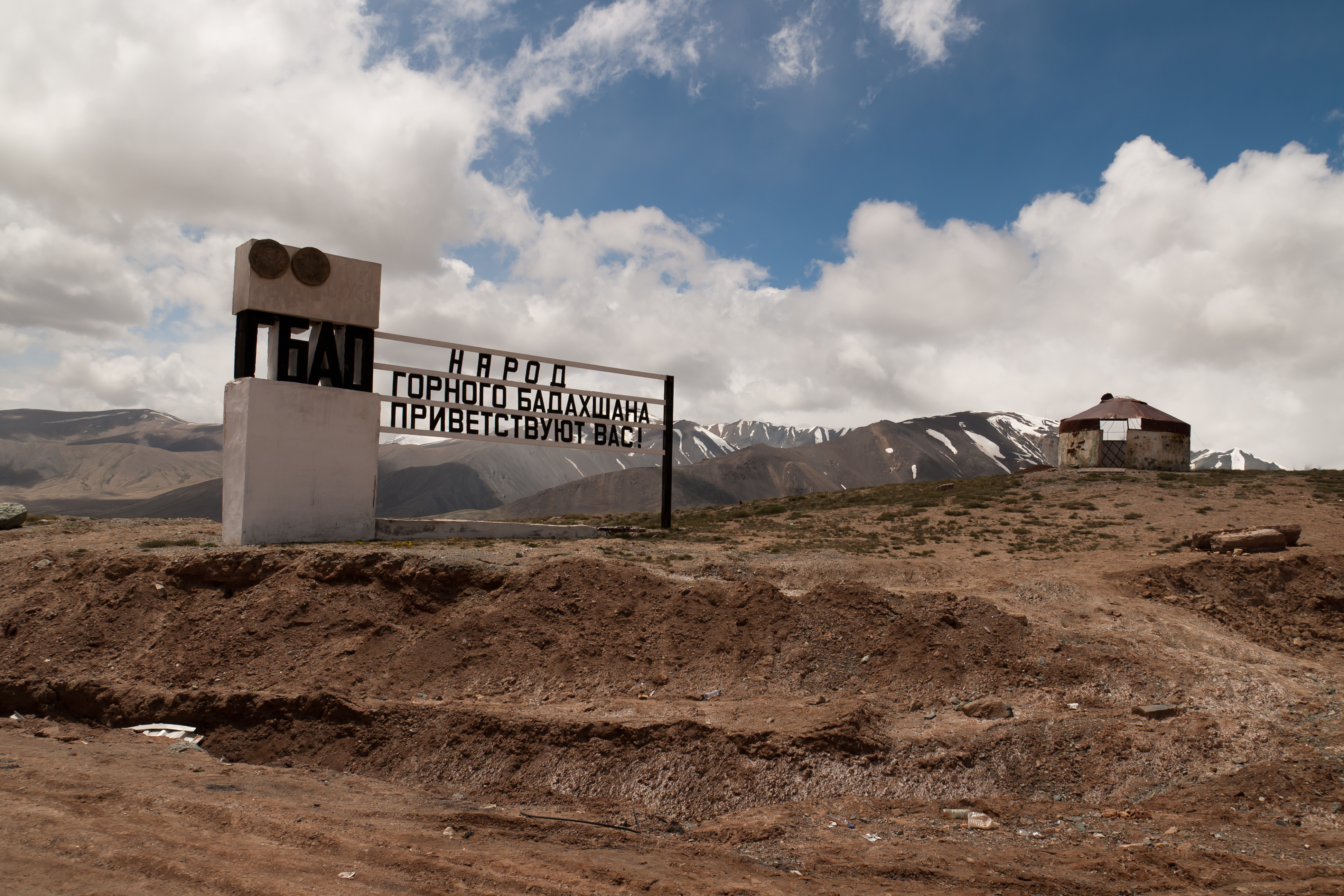
Cartell de benvinguda a Gorno-Badakhxan
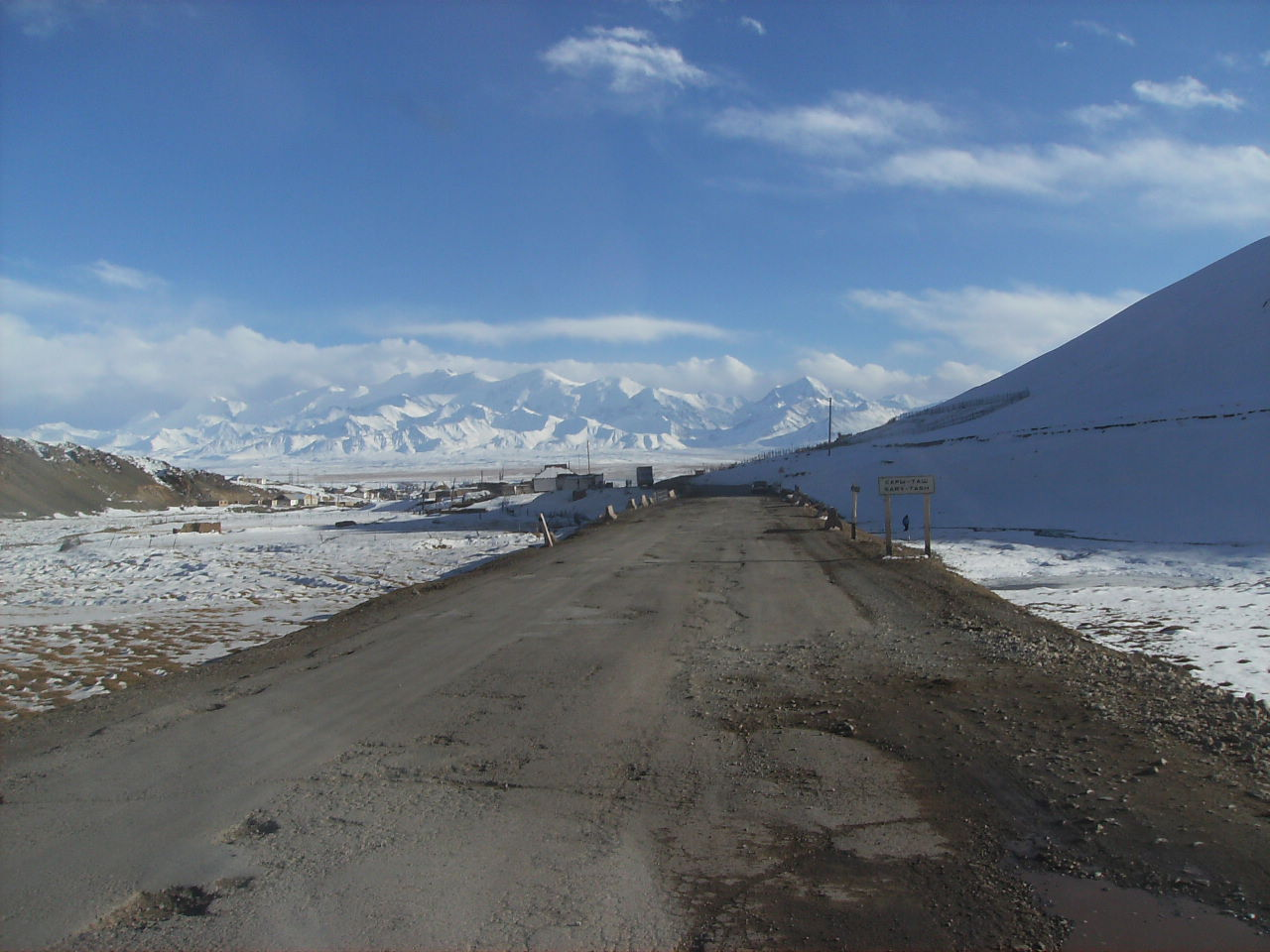
Sary Tash (Kirguizstan)
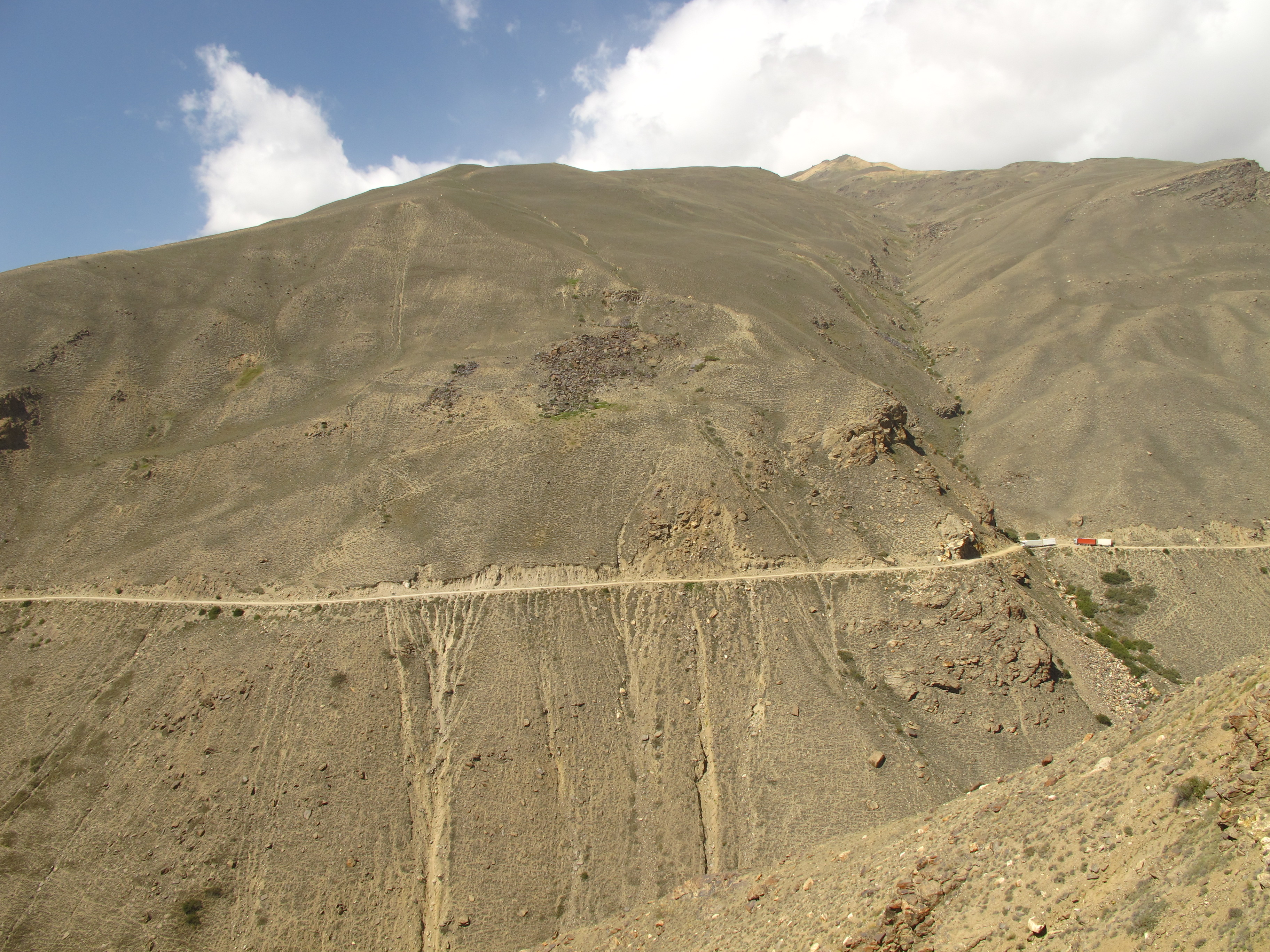
Camions transportant mercaderies en direcció a la vall de Wakhan
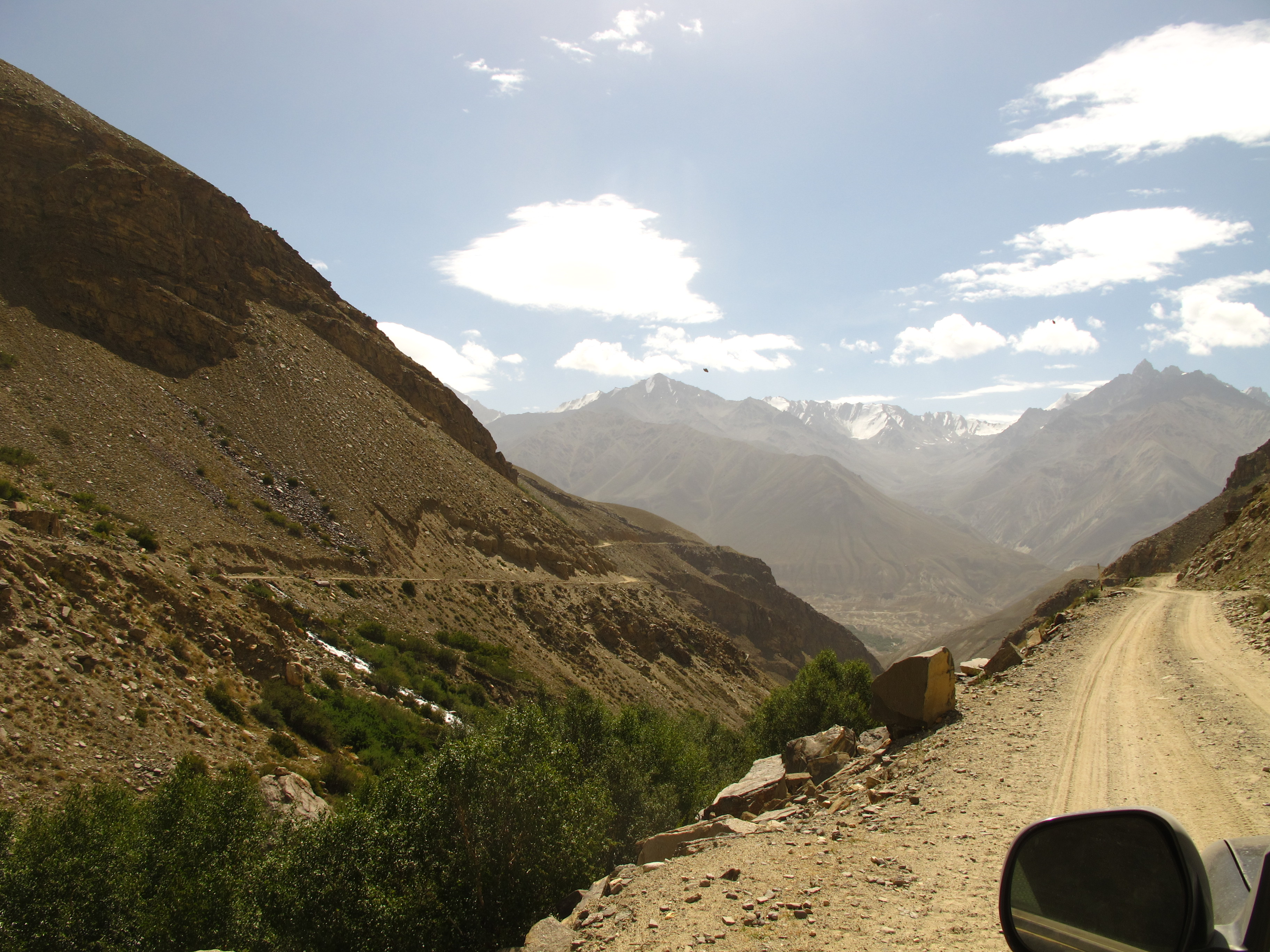
Entre Murghab i Vrang, el 2015